# Гортус Гарен
Гортус Гарен (нід. Hortus Haren) — ботанічний сад у Гарені, Ґронінґен, Нідерланди. Вперше створений у 1626 році фармацевтом Генрікієм Мунтінґом, він тоді розташовувався між Ґроте Розенстраат і Ґроте в Ґронінґені. У 1967 році з міркувань простору він переїхав до Гарена і став найбільш ботанічним садом у країні. Після того, як сад спочатку опинився під загрозою закриття в 1988 році з фінансових причин, були зроблені інвестиції, і Китайський сад відкрився в 1995 році, а Сади Огама (Кельтський сад) в 1999 році. З площею понад 20 гектарів, це найбільший ботанічний сад в країні.

## Галерея

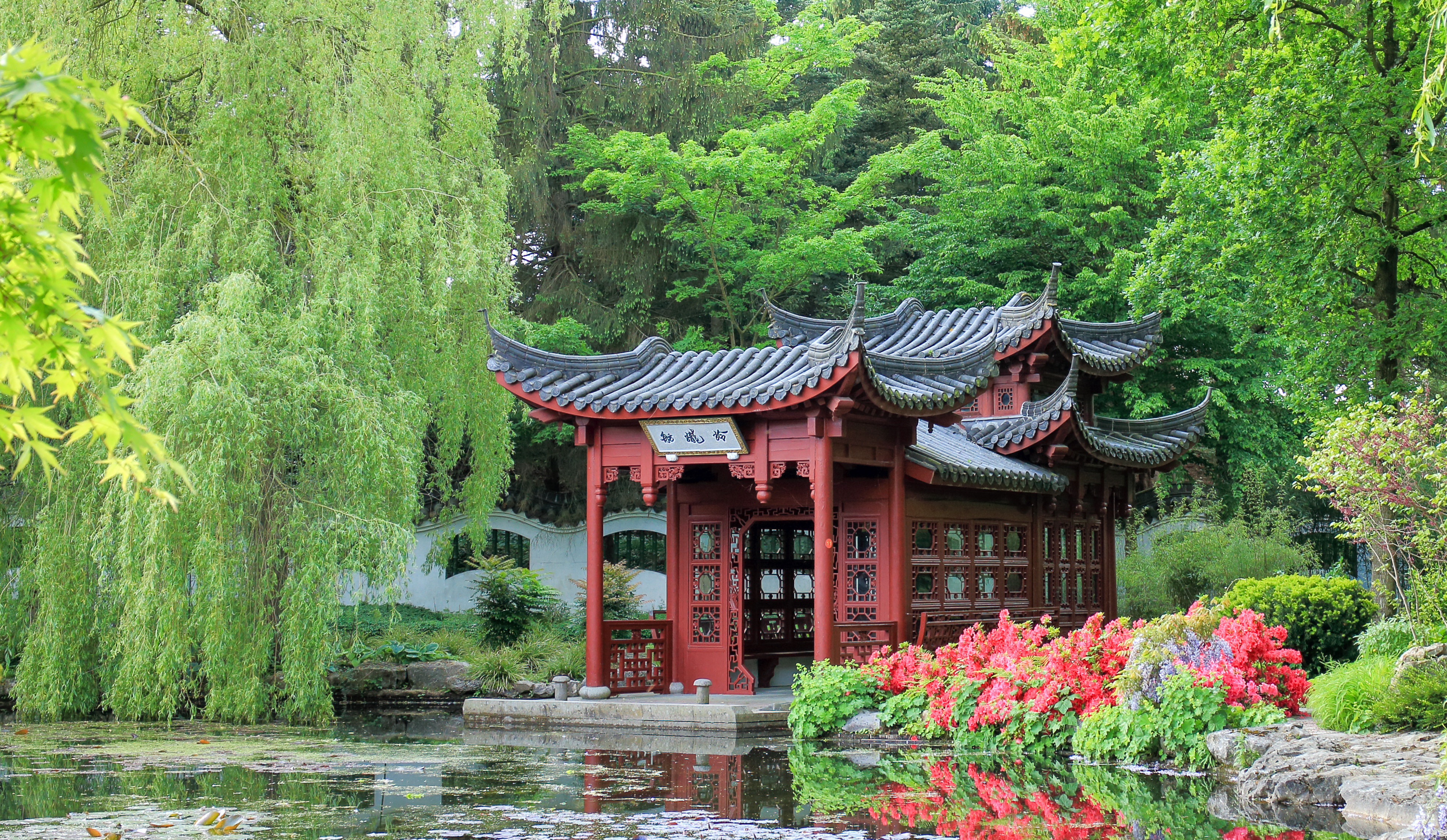
Будівля із зображенням човна в китайському саду павільйону Hidden Realm of Ming.
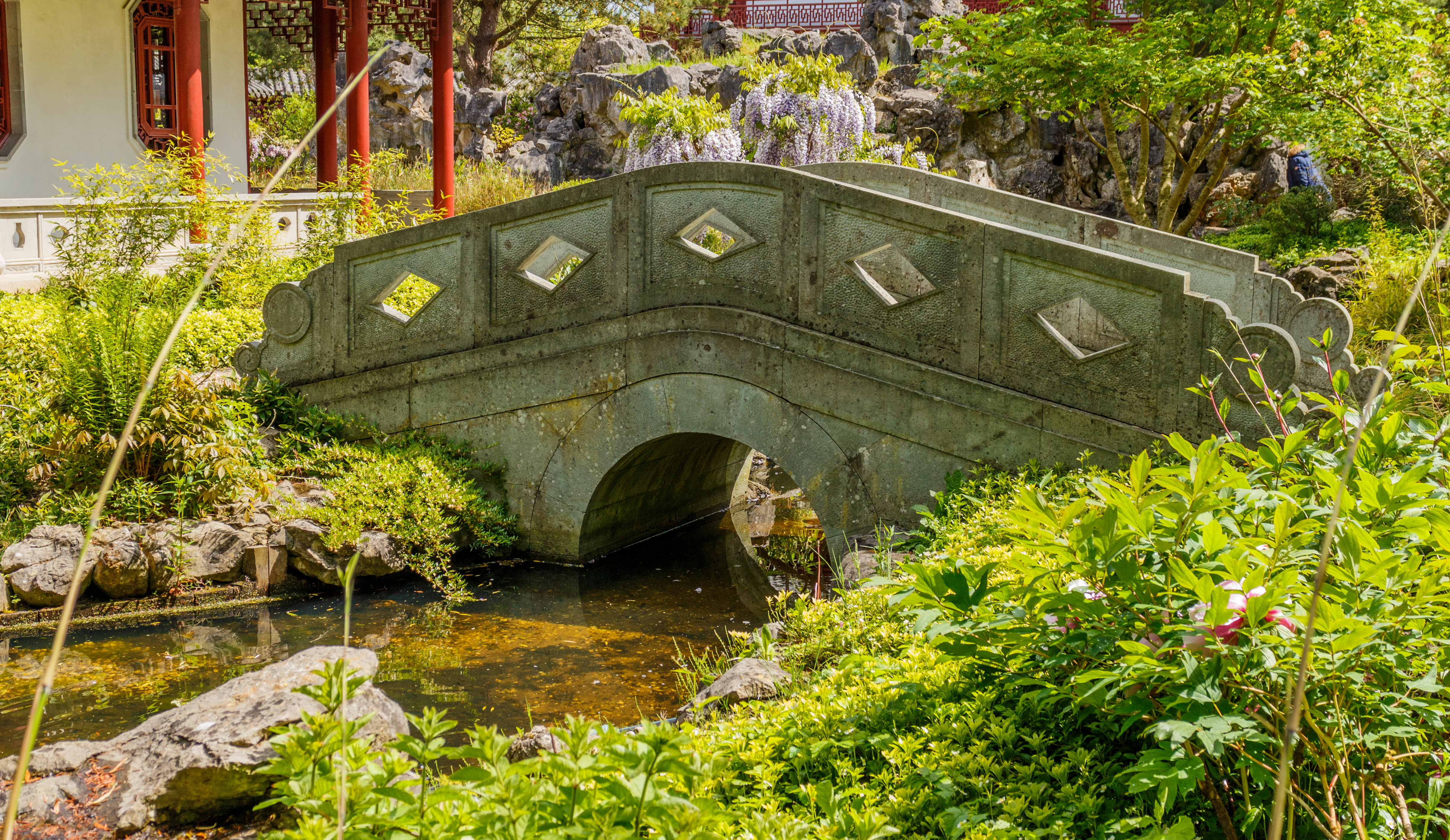
Місток в китайському саду.
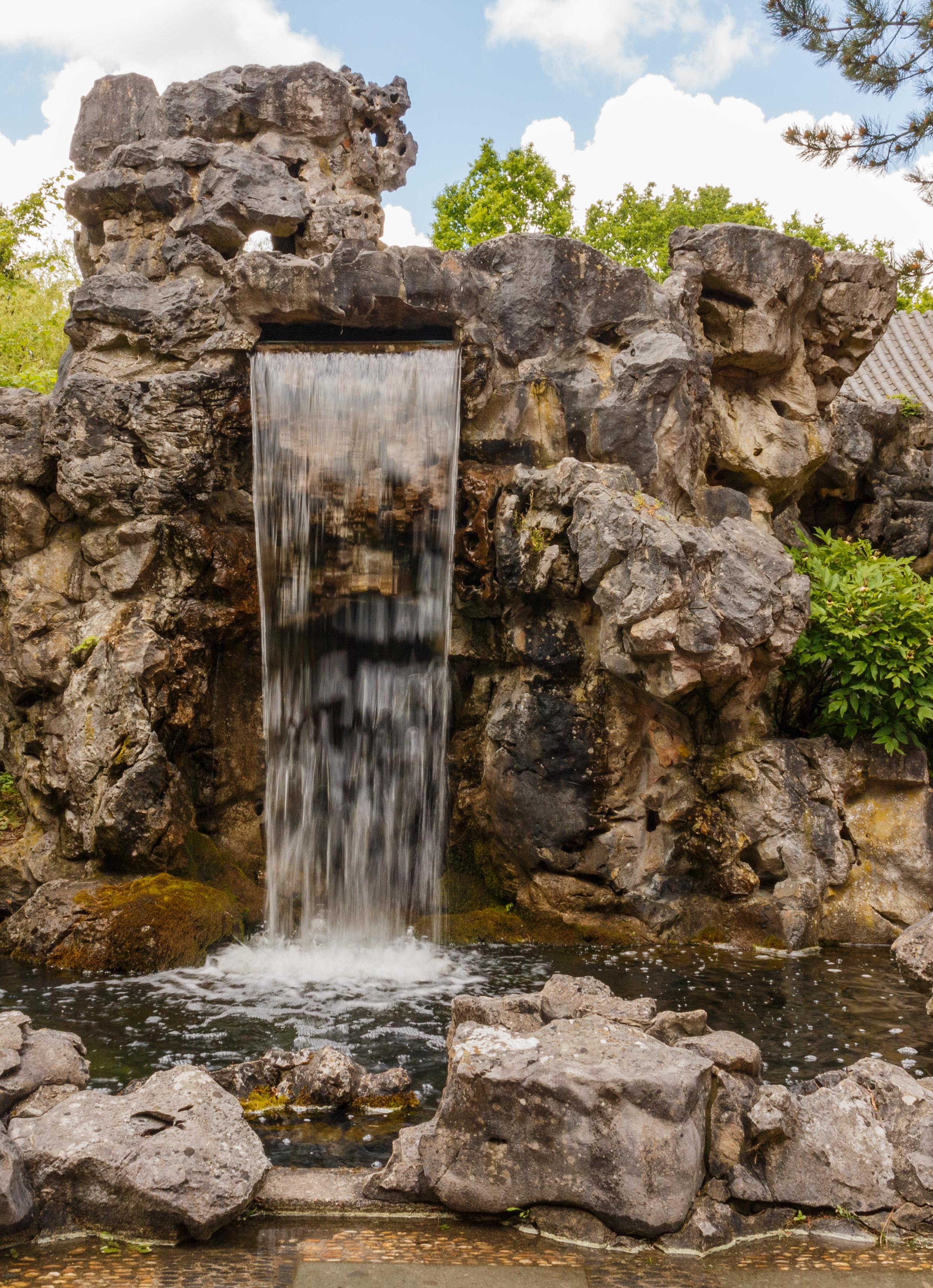
Водоспад в китайському саду.
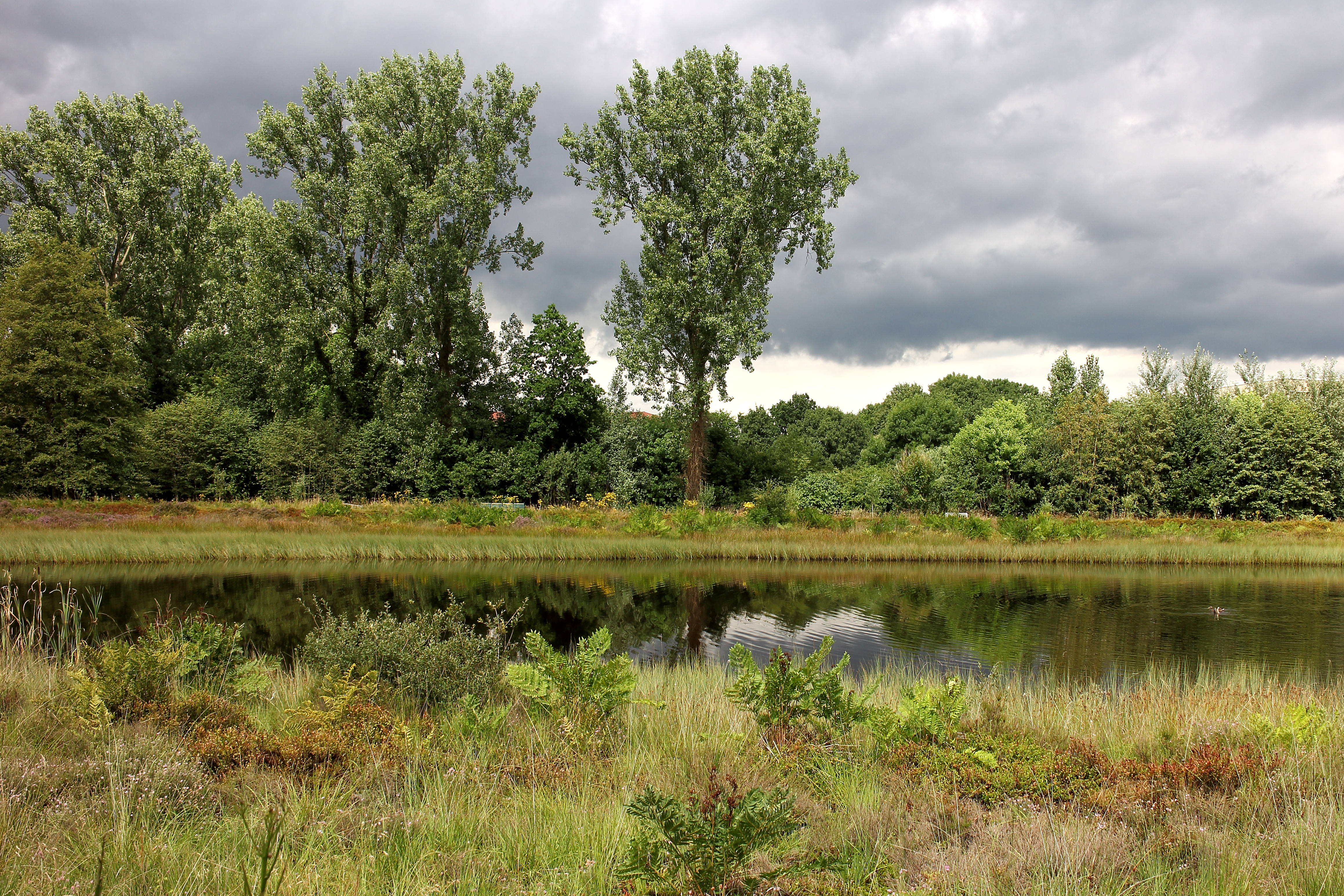
Озеро в Гортус Гарен (Voedselarme plas).
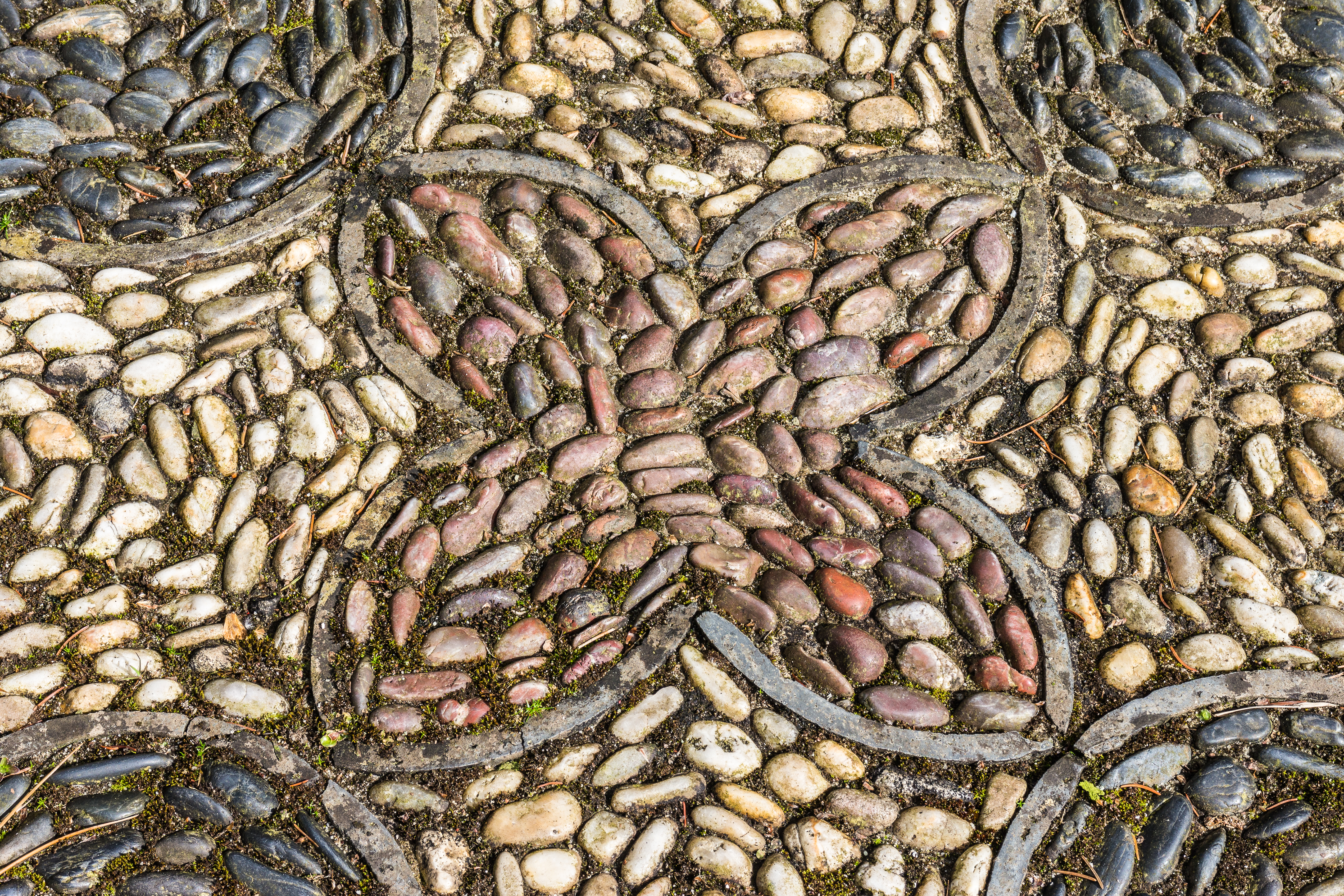
Китайський сад Прихована імперія Мін, внутрішній двір, вимощений мозаїкою.
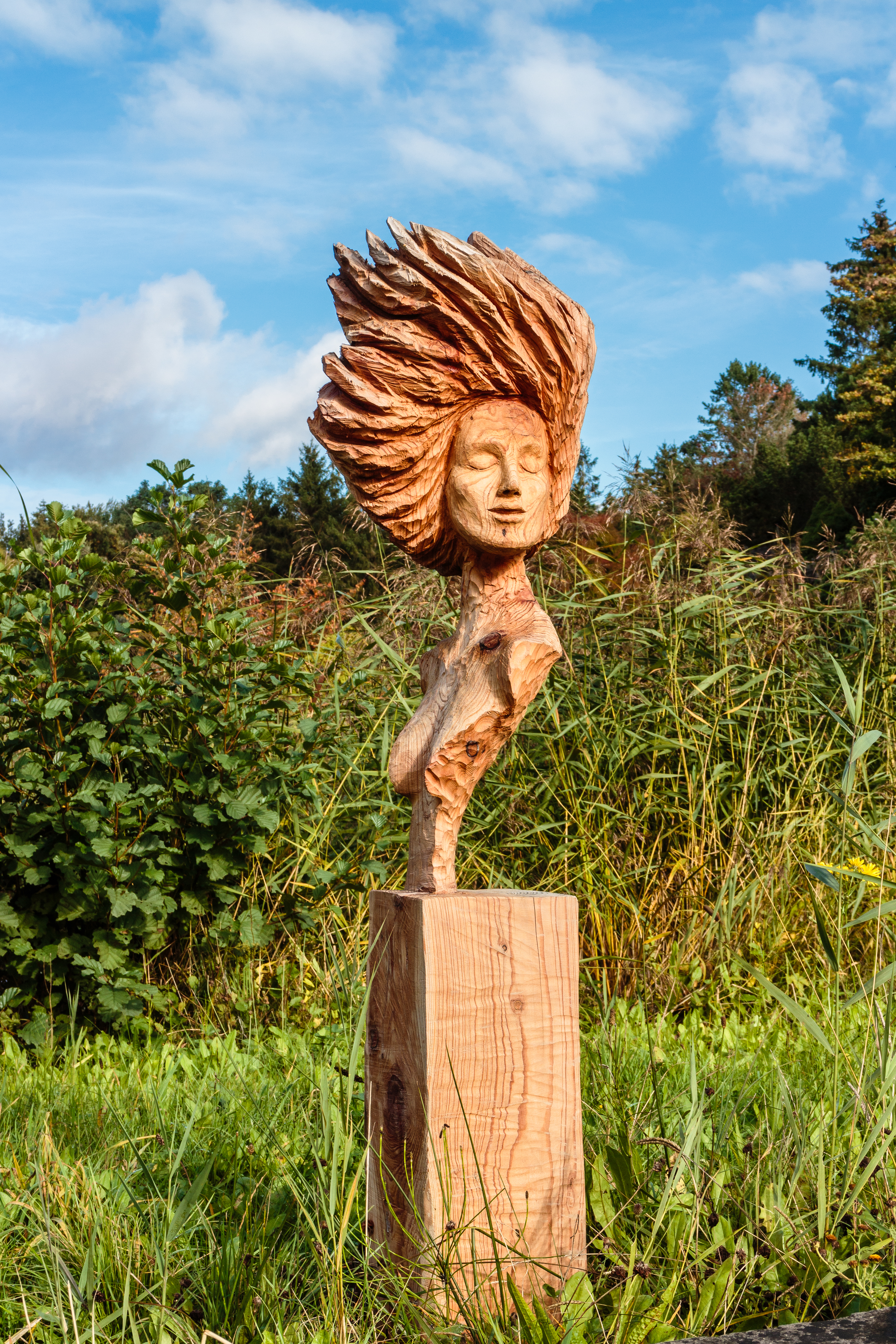
«На вітрі». Мистецтво Єрона Боерсмі. Зображення дня з Wikimedia Commons, 21 вересня 2022
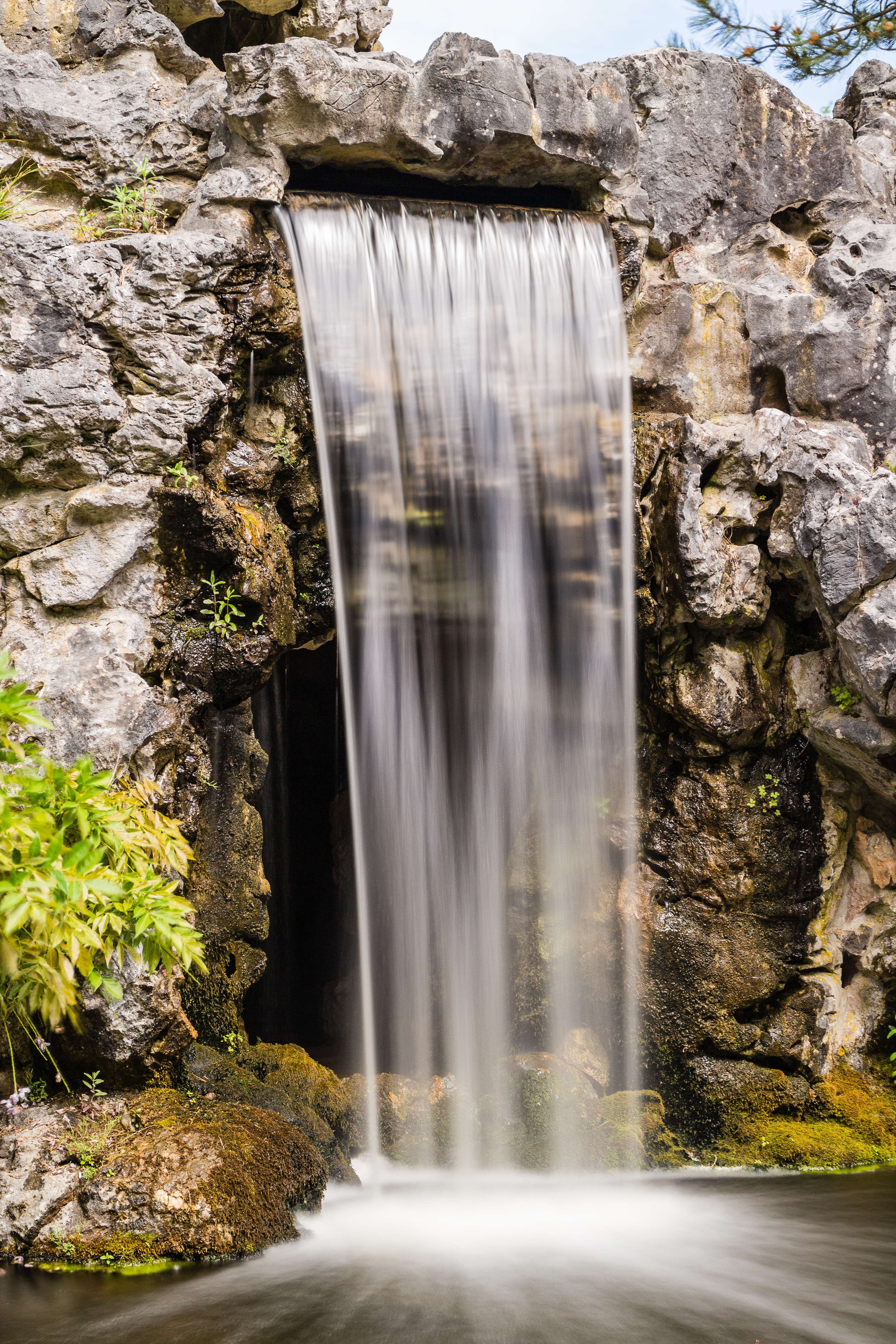
Waterfall.